# Falconidae
Famille
Sous-familles de rang inférieur
- Polyborinae Bonaparte, 1838
- Falconinae Leach, 1820

Les Falconidés (Falconidae) forment une famille d'oiseaux. Ces rapaces sont traditionnellement classés dans l'ordre des Falconiformes, mais le débat sur leurs origines est encore ouvert. Elle compte entre 60 et 70 espèces selon les classifications. La famille des Falconidés comprend les faucons et d'autres espèces apparentées (caracaras, carnifex, fauconnets, crécerelles, macagua rieur...). Ce sont des oiseaux de proie de taille petite à moyenne (de 14 à 65 cm). On les trouve dans toutes les régions du monde, sauf l'Antarctique.

## Morphologie
Les membres des Falconidés sont des oiseaux prédateurs de taille moyenne, avec une envergure allant de 55 cm à plus de 125 cm pour un poids allant d'une trentaine de grammes (pour le Fauconnet moineau) à un peu moins de 2 kg (pour le Faucon gerfaut). Comme les autres rapaces, ils disposent d'un bec crochu jaune, de deux grands yeux bruns, et leurs membres postérieurs sont munis de doigts qualifiés de serres. Leur plumage dorsal est plus foncé que leur plumage ventral. Les Falconinae sont, en général, trapus, avec des ailes en pointe, des tarses longs, des encoches sur le bec, un plumage brun, noir, gris ou blanc ou en bandes tachetées. Les Polyborinae sont plus petits que les Falconinae, ils ont des pattes et un cou plus longs, des serres plus fines et courtes, le bout des ailes plus arrondi, des plumes faciales plus vives, et un plumage de couverture plus noir et brillant.
L'adaptation des différentes espèces à leur habitat et aux types de proies qu'elles capturent se voit particulièrement sur la forme de l'aile et la longueur des différents os de la patte. Tandis que les ailes sont plus fines et pointues, et les rectrices plus courtes chez les espèces vivant en paysage ouvert, comme le Faucon émerillon, les rectrices sont plus longues et les ailes plus arrondies chez les Carnifex qui vivent dans les zones forestières. Les os des pattes sont plus courts chez les espèces capturant des insectes et des mammifères que ceux des espèces capturant des reptiles.
Les Falconidés peuvent présenter un dimorphisme sexuel : les femelles sont plus grandes que les mâles comme chez bon nombre de rapaces ; ce trait est plus marqué chez les falconidés qui chassent des proies rapides comme les oiseaux (par exemple le faucon pèlerin) et est moins prononcé chez les espèces qui sont nécrophages. Chez certaines espèces, les femelles peuvent avoir un plus grand bec que les mâles. Les plumes des mâles sont également plus colorées que celle des femelles, et chez quelques espèces le plumage est même différent. 
Les immatures ont généralement un plumage plus terne, souvent brun pâle, avec plus de taches et de bandes que les adultes. Certaines espèces, comme les faucons gerfauts, disposent de plusieurs morphes ; dans ce cas, il dépend de la latitude.
Les Falconidés muent une fois par an, et les immatures de la plupart des espèces disposent de leur plumage adulte après leur première mue annuelle.

## Comportement

### Alimentation
Les Falconidés sont tous carnivores mais certains caracaras incluent des végétaux dans leur régime alimentaire. Suivant les espèces, ils se nourrissent d'oiseaux, de petits mammifères, de reptiles, d'insectes ou de charognes. Plusieurs espèces sont sténophages : si le faucon pèlerin consomme plus volontiers des oiseaux, le Macagua rieur est lui principalement ophiophage. Les Carnifex qui vivent dans les forêts tropicales d'Amérique sont quant à eux des chasseurs généralistes.

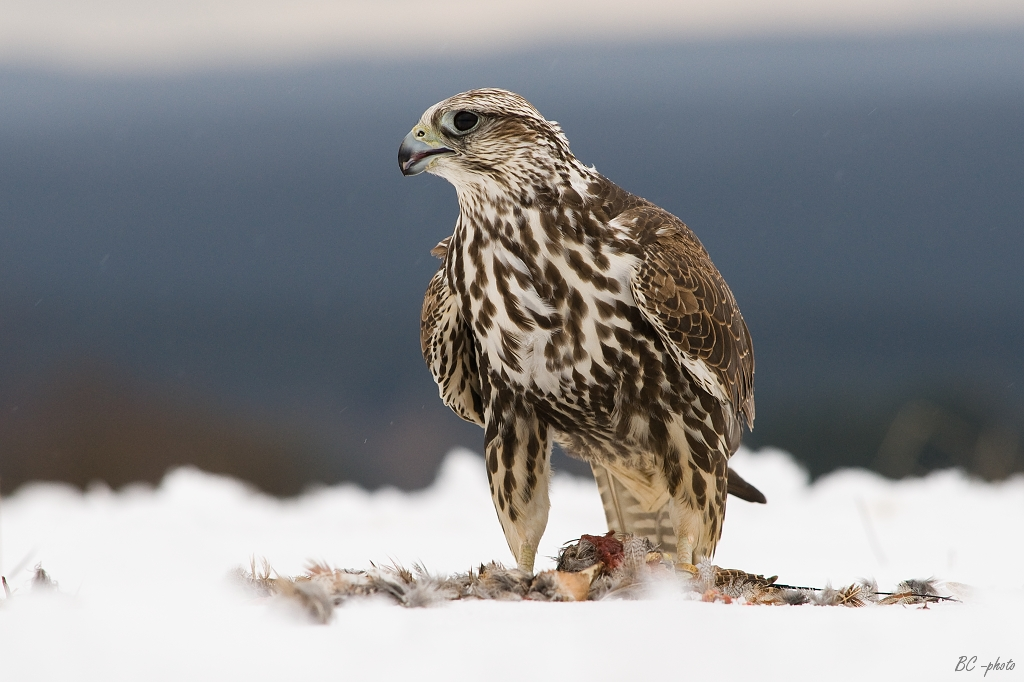
Faucon sacre (Falco cherrug) avec sa proie

La technique de chasse la plus répandue dans cette famille consiste à se percher le plus haut possible, et lorsqu'une proie est repérée, à fondre sur elle à très grande vitesse. Ce n'est cependant pas la seule méthode de chasse, les faucons aplomado chassent en couple pour la capture de petits oiseaux. 

Tous les Falconidés ne se servent pas de leur vitesse pour s'alimenter. Les caracaras, par exemple, sont plus opportunistes : certains caracaras marchent ou courent sur le sol pour capturer des insectes, comme le Messager sagittaire (qui lui appartient à la famille des Accipitridés). Le Caracara à tête jaune consomme entre autres les tiques des bovins. Le Caracara noir est connu pour avoir une relation mutualiste avec les tapirs. Ces caracaras mangent les tiques des tapirs, qui les sollicitent en beuglant et qui se couchent quand ceux-ci arrivent. Certains falconidés sont aussi cleptoparasites aux dépens de certains laridés, de pélicans et d'autres rapaces.
Beaucoup d'espèces de falconidés cachent de la nourriture en vue d'une consommation ultérieure.

### Périodes d'activité
La plupart des espèces de Falconidés sont diurnes, bien que certaines soient crépusculaires. Ils choisissent souvent un site particulier où ils viennent se reposer toutes les nuits. Les Falconidés passent un temps considérable à leur toilettage, entretenant leur plumage par lissage et bains de poussière ou d'eau, probablement parce que l'état de leur plumage a une incidence sur leur capacité à capturer des proies.

### Locomotion et migration
Les Falconidés, plus particulièrement les Falconinés, ont un vol rapide ; le faucon pèlerin atteint 180 km/h en piqué.
Les comportements migratoires sont très divers, certaines espèces effectuent des migrations de très longue durée, d'autres des migrations partielles, certaines se contentent de migrations altitudinales. Chez certaines espèces de crécerelles, les femelles migrent tandis que les mâles restent sur les aires de reproduction toute l'année.

### Communication

#### Comportement social
La plupart des espèces sont territoriales, certaines espèces le sont toute l'année. Elles sont solitaires, cependant 10 % d'entre elles sont quelquefois grégaires tels que le Faucon kobez et le Faucon crécerelle ou le Caracara chimango, même si elles ne le sont qu'occasionnellement. Cependant plusieurs autres espèces migratrices peuvent former des groupes importants pour leur voyage. 
Chez les espèces migrantes, les mâles arrivent avant les femelles. Ils sont très attachés à leur terrain de chasse, si bien qu'il n'est pas rare que les couples partageant une même portion de territoire, se forment pour plusieurs années. Chez les espèces qui vivent en colonie, les couples se forment aussi sur plusieurs années.

#### Vocalisations
Les faucons émettent diverses vocalisations, certaines espèces émettent même des cris relativement forts. Les vocalisations sont principalement émises pour communiquer entre les conjoints, les ascendants ou descendants mais quelquefois aussi dans les interactions antagonistes. Les faucons pèlerins, par exemple, émettent davantage de sons durant la période de reproduction. Ces cris sont très variés, mais souvent les vocalisations sont simples, en général des séries de monosyllabes. Les plus courantes sont constituées de série de « skri-i ». Des cris d'avertissement peuvent être lancés, près des nids, en cas de danger. Chez les faucons pèlerins, des cris de signalement, plus longs, sont spécifiques aux individus et permettent dans 72 à 90 % des cas, d'identifier les individus. Lorsqu'il chasse, pour marquer son territoire, l'animal peut pousser des cris. En outre, les Falconidés peuvent émettre des cris de communication différents à un vis-à-vis, suivant le contexte.
Pour communiquer, les Falconidés utilisent également plusieurs types de postures, des postures de menaces, des postures d'apaisement, mais également, lors de la parade nuptiale, d'une série de postures de séduction. Gonfler les plumes et ouvrir le bec sont des attitudes typiques de posture agressive ; le bec baissé la tête baissée est une posture de soumission. Les postures de séduction sont souvent des acrobaties aériennes, comme dans le cas du faucon pèlerin.
La caroncule des caracaras à crête change de couleur, d'orange à jaune, lors d'une excitation. Ainsi il marque un signal de bonne santé, ou d'agressivité.

#### Fonctions sensorielles
Ces oiseaux disposent d'une des plus performantes visions du monde animal. Ils ont, comme les vautours et contrairement à la plupart des oiseaux, un excellent odorat. Parmi les espèces vivant dans un environnement forestier, on observe souvent qu'il n'y a plus de plumes sur la face, ce qui contribue vraisemblablement à une meilleure audition.

### Reproduction
Les falconinés ne construisent en général pas leur nid, contrairement aux polyborinés qui construisent des nids rudimentaires. Ainsi, les fauconnets d'Afrique utilisent des nids de tisserins, les faucons crécerelles utilisent des nids de merles ou de corbeaux, les faucons pèlerins nichent dans des trous d'arbre, creux de falaises, creux de façades de bâtiment, etc. Ils n'hésitent d'ailleurs pas à expulser les occupants du nid qu'ils convoitent. Bien que les habitudes de reproduction de certaines espèces (comme la plupart des Carnifex) sont inconnues, la plupart des Falconidés sont supposés être monogames et nidifier en couples solitaires ; cependant le caracara à gorge rouge et le fauconnet à collier élèvent leurs petits sur un mode d'entraide inter-générationnelle. Enfin quelques espèces semblent pouvoir être polygames occasionnellement.
Les mâles paradent devant la femelle en prenant des postures, en effectuant des figures en vol et en vocalisant.
Une des caractéristiques comportementales des couples de falconidés est la division des responsabilités. Les femelles ont la responsabilité de la couvaison et de défendre le nid. Elles garnissent le nid de leurs plumes ensuite elles pondent de un œuf par jour à un œuf tous les trois jours pendant quelques jours. Elle le fait jusqu'à obtenir de 2 à 7 œufs, en moyenne 2 à 4. Si un des œufs meurt, la femelle le remplace jusqu'à quinze jours après la première ponte. La femelle couve presque exclusivement seule. Les mâles, eux, sont responsables de la chasse, du début de la parade jusqu'au milieu de la période de nidification, jusqu'à ce que la femelle quitte elle-même le nid ; ce sont aussi les mâles qui assurent la protection du territoire.
L'incubation dure de 28 à 35 jours pour le gerfaut. Les petits quittent le nid entre 28 et 7 semaines pour les caracaras. Les petits éclosent en même temps. Les petits sont nourris une quinzaine de jours en moyenne après avoir quitté le nid.
Les petits sont matures au bout de un à trois ans selon les espèces. Les estimations de survie des adultes varie de 65 à 80 % par an.

### Prédateurs et commensaux
Les prédateurs des Falconidés ne sont pas nombreux, ce sont principalement des rapaces plus gros, y compris ceux de la même famille, et l'homme. Les mangeurs d'oisillons et d'œufs tels les petits félins et les mangoustes peuvent également en faire partie. Les espèces grégaires se protègent mutuellement d'une manière efficace d'attaque de ce type.
Les Falconidés sont, comme les autres oiseaux, sujets aux parasites externes, dont les Mallophaga, et aux parasites internes, dont des nématodes et des bactéries.

## Répartition et habitat
Ces rapaces occupent tous les milieux, depuis les toundras jusqu'aux déserts et aux forêts tropicales. La plus grande diversité au sein de cette famille se trouve en Amérique du Sud et en Afrique, elle est plus élevée dans les zones tropicales que sous les autres climats, sur les terrains ouverts plus qu'en forêt et dans les plaines plus qu'en altitude. Cependant, beaucoup d'espèces sont opportunistes, elles savent en général s'adapter à différents types d'habitats. Pour celles-ci, la structure des sites et la disponibilité en sites de nidifications semblent plus importants que le type de végétation. Les faucons pèlerins et crécerelles montrent cette capacité d'adaptation en réussissant même à se reproduire dans les villes, en nidifiant sur les immeubles et autres ouvrages, chassant les pigeons et autres animaux synanthropes. Les espèces de la sous-famille des Polyborinae requièrent des habitats plus spécifiques, comme des forêts sans présence humaine. 
Certaines espèces ont une distribution exceptionnellement large, en particulier le cosmopolite Faucon pèlerin, qui vit du Groenland aux îles Fidji, et qui dispose de la plus large répartition naturelle chez les oiseaux. Au contraire, certaines espèces ont une aire de répartition restreinte, comme le Crécerelle de Maurice qui est endémique à une seule île. 
Certaines espèces, surtout celle incluses dans le genre Falco, sont pleinement migratrices, nidifiant en Eurasie et hivernant en Afrique, d'autres espèces ne sont que partiellement migratrices. Les espèces migratrices choisissent souvent un site d'hivernage similaire à celui de reproduction. Le Faucon de l'Amour est le rapace à avoir une des plus longues routes de migrations, il se déplace de l'est de l'Asie à l'Afrique australe.

## Systématique, taxonomie et évolution

### Systématique
La classification classique, basée sur des homologies, range cette famille dans l'ordre des Falconiformes tandis que celle de Sibley-Ahlquist les range au sein des Ciconiiformes, qui regroupe bon nombre d'espèces d'apparences diverses comme les Accipitridae, les Strigiformes et bon nombre d'oiseaux de mer. Des analyses phylogénétiques de 2006 bouleversent ces conceptions, faisant des Falconidés des proches parents des psittaciformes, mais des parents éloignés des Accipitridae.
Les Falconidés partagent plusieurs traits communs avec les Accipitridae, l'autre taxon de rapaces diurnes et pour lesquels a été créé par la suite l'ordre des Accipitriformes. Outre une morphologie générale, ils disposent en commun d'un bec court et acéré, de pattes anisodactyles non palmées, d'un robuste hallux opposable aux autres doigts, et la taille des femelles est en général plus grande que celle des mâles. Ceci explique qu'ils aient été rangés, dans quelques classifications basées sur des critères morphologiques, au sein de la même famille. Cependant les Falconidés ont davantage l'habitude de tuer leurs proies avec le bec plutôt qu'avec leurs serres. Contrairement aux Accipitridae les poussins des Falconidés éclosent généralement de manière synchrone et ne se tuent pas mutuellement. 
Les éléments morphologiques requis dans la classification classique pour identifier une espèce comme étant un falconidé sont :
1. Dent du bec (décrochement caractéristique de la ramphothèque) ;
2. Morphologie du syrinx[11] ;
3. Caractéristiques de la mue des rémiges (qui commence avec la primaire no 4 et continue dans les deux sens) ;
4. Composition chimique des coquilles d'œufs propres à cette famille. Les œufs sont de couleur rougeâtre (plutôt que bleu ou verdâtre), presque translucide à la lumière ;
5. Projection osseuse dans les narines ;
6. Présence de parasites Mallophaga dans les plumes.

### Histoire évolutive
La convergence évolutive des rapaces rend assez hasardeuse l'identification de la phylogénie sur des bases morphologiques. Aussi, plusieurs hypothèses très différentes ont eu cours sur l’origine du groupe. Trois exemples peuvent être donnés :
| Classification phylogénétique de Ericson, 2006                             | Selon Olson, 1985, Feduccia, 1980, 1996 et Sibley & Monroe, 1990                                                                                               | Classification classique ancienne basée sur la morphologie                                                           |
| -------------------------------------------------------------------------- | --- | --- |
| ├─o │ ├─o Falconidae │ └─o Cariamidae ├─o Psittaciformes └─o Passeriformes | ├─o Cariamidae ├─o Opisthocomidae └─o ├─o │ ├─o Musophagidae │ └─o Accipitridae └─o ├─o Falconidae └─o Cuculiformes, Pandionidae Sagittariidae, Anomalogonatae | └─o ├─o Strigiformes (hibou, chouette...) └─o Falconiformes ├─o Falconidae └─o Accipitridae (aigle, buzard, buse...) |

La classification phylogénétique montre que les Falconidés ne sont pas proche des Accipitridés, contrairement à l'intuition traditionnelle qui regroupe toutes ces espèces sous le nom de rapaces.

### Taxonomie et dénomination
Le terme de Falconidae a été forgé autour de celui du genre Falco issue du latin falconis via le bas latin médiéval falconem utilisé alors pour désigner plusieurs espèces de falconinés. Le terme faucon, dérive lui aussi de cette racine mais via le vieux français falcun. Le terme latin dérive lui-même du latin falx, qui désigne la « faux », rappelant les courbures des serres et du bec de ces oiseaux.
Dans la tradition de la fauconnerie les juvéniles sont nommés les niais, les mâles sont appelés les tiercelets du fait que les mâles peuvent être un tiers plus petit que les femelles.

### Liste alphabétique des genres

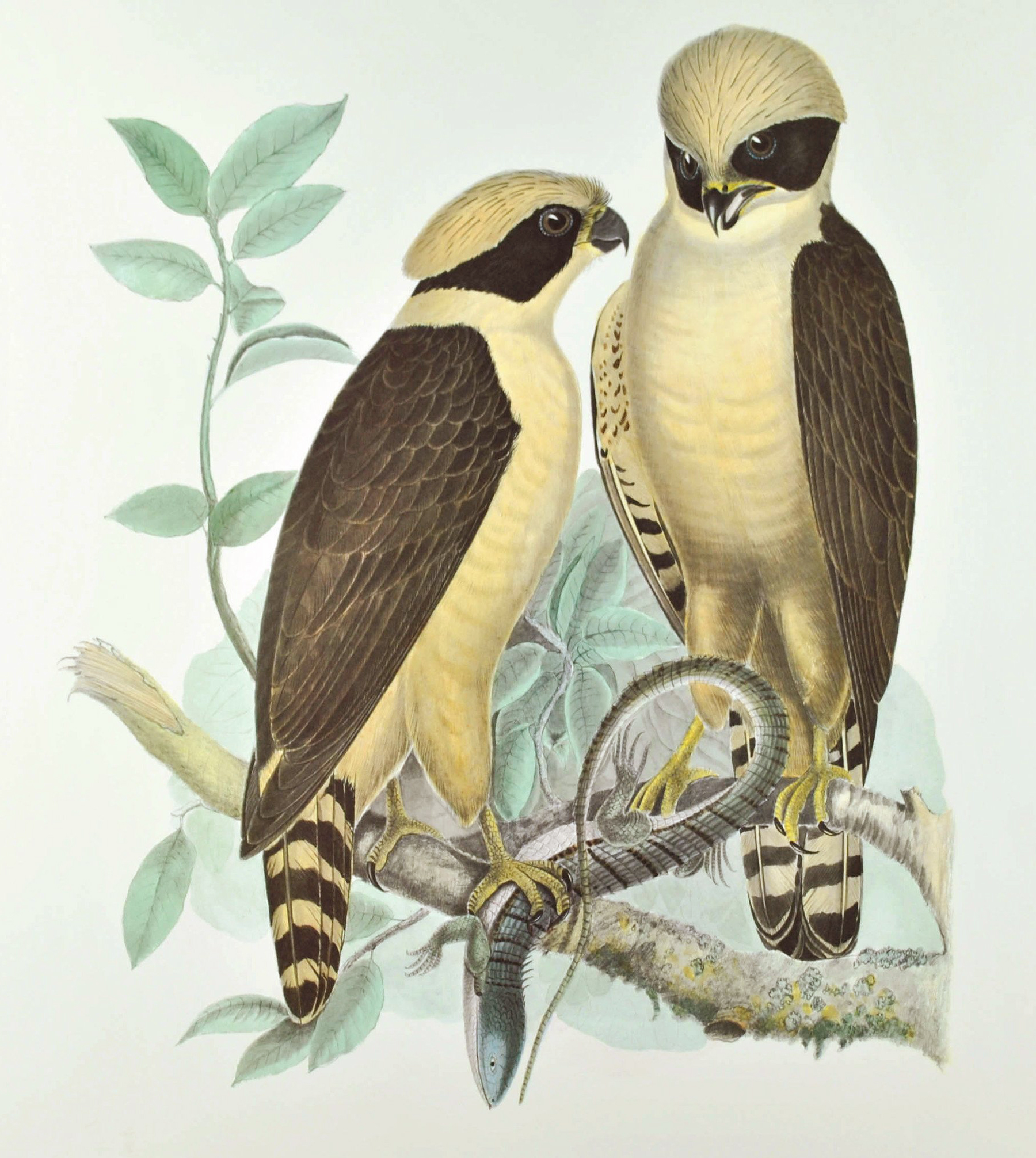
Macagua rieur peint par Andrew Jackson Grayson

Les Falconidés sont divisés en deux ou trois sous-familles.
- les polyborinés : caracaras, carnifex et le macagua rieur.
  - Caracara Merrem, 1826 y compris Polyborus Vieillot, 1816
  - Daptrius Vieillot, 1816
  - Herpetotheres Vieillot 1817
  - Ibycter Vieillot, 1816
  - Micrastur G.R. Gray, 1841
  - Milvago Spix, 1824
  - Phalcoboenus Orbigny, 1834
- Les falconinés : les faucons, les crécerelles et les fauconnets.
  - Falco Linnaeus, 1758
  - Microhierax Sharpe, 1874
  - Neohierax Swann, 1922
  - Polihierax Kaup, 1847
  - Spiziapteryx Kaup, 1852

Deux genres, Daptrius et Polihierax, sont vraisemblablement paraphylétique.

### Genres fossiles
- Parvulivenator (Éocène précoce d'Angleterre)
- Stintonornis (London Clay de l'éocène précoce)
- Badiostes (Santa Cruz Miocène précoce de Patagonie, Argentine)
- Falconidae gen. et sp. indet. (Miocene précoce de Chubut, Argentine)
- Falconidae gen. et sp. indet. (Pinturas Miocène moyen et précoce d'Argentine)
- Pediohierax (Miocene moyen du Nebraska, USA) – formellement Falco ramenta
- Falconidae gen. et sp. indet. (Cerro Bandera Miocène tardif de Neuquén, Argentine)[17]
- Sushkinia pliocaena (Pliocène précoce du Pavlodar, Kazakhstan) – Falco incertain

### Liste des espèces
D'après la classification de référence (version 5.1, 2015) du Congrès ornithologique international (ordre phylogénique) :
Parmi celle-ci, deux espèces sont éteintes :
- †Caracara lutosa – Caracara de Guadalupe
- †Falco duboisi – (?)

## Les Falconidés et leur écosystème
En tant que prédateur du haut de la pyramide alimentaire, la santé des populations de falconidés est un bon indicateur de celui de leur écosystème. Par exemple, le DDT a eu sur les populations de falconidés qui y ont été exposées un impact important. Cet impact a été particulièrement visible sur le Faucon pèlerin : on estime que le DDT a été un facteur non négligeable de la disparition de cette espèce de Belgique dans les années 1970. L'espèce a naturellement regagné cette zone après l'interdiction de l'utilisation de ce produit.
Les Falconidés ont un rôle important dans le maintien des populations de petits rongeurs et des passereaux qui peuvent occasionnellement devenir invasives, mais aussi de population d'animaux plus importants qui peuvent faire des dégâts majeurs à la végétation. Ainsi, après l'extermination volontaire du Caracara de Guadalupe, prédateur des chevreaux des fermiers, il y eut par la suite destruction quasi totale de l'habitat par des chèvres marrons et extinction de plusieurs espèces endémiques.

## Les Falconidés et l'homme

armes du Mexique

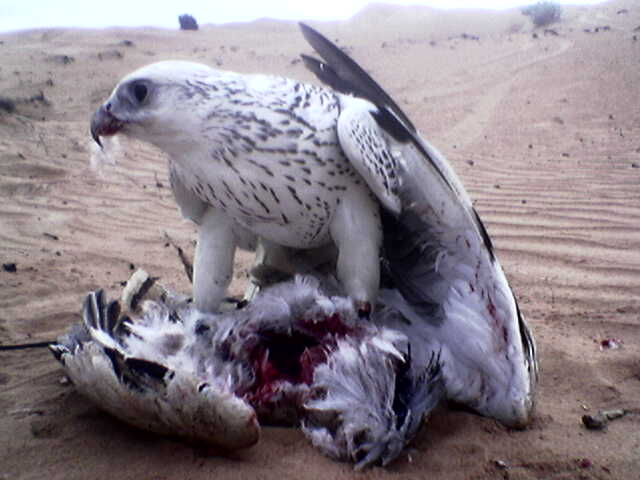
Faucon de chasse, probablement hybride

La relation des hommes avec les Falconidés est ambivalente, jugés comme nuisibles à certains moments et utiles à d'autres. C'est le cas du pèlerin, honoré par la fauconnerie, et volontiers chassés comme peste, pour être concurrent de chasse et prédateur des volailles. Dans l'Égypte antique, plusieurs espèces du genre Falco ont été déifiées sous la forme d'Horus, le dieu du ciel et du Soleil, ancêtre même des pharaons. Les caracaras sont aujourd'hui emblème national du Mexique, ils sont très présents dans les légendes sud-amérindiennes, notamment chez les Aztèques. En revanche, le Caracara de Guadalupe a été exterminé à cause de ses prédations sur les chevreaux domestiques. Plusieurs espèces insulaires ont vu leur population diminuée de façon spectaculaire, aucune plus que la Crécerelle de Maurice, dont le nombre semble avoir chuté jusqu'à quatre spécimens avant de recroître. Près de quatre espèces de faucon sont considérées menacées, de vulnérables à proche de l'extinction, par l'UICN.

## Menaces et protections
Tous les Falconidés sont inscrits soit sur l'annexe I, soit sur l'annexe II de la CITES. Deux espèces ont disparu dans les temps historiques, le Caracara de Guadalupe au début du XXe siècle, et le Faucon de La Réunion, Falco buboisi, disparu au XVIIe siècle. En 2008, l'UICN considère le Faucon sacre comme en danger, quatre espèces comme vulnérables et six espèces quasi menacées. Toutes les espèces sont cependant fragilisées ; les causes principales sont d'une part la destruction de leur habitat, causée par la modification des paysages agricoles et la déforestation, et d'autre part l'utilisation de produits phytosanitaires, fait lié à l'intensification de l'utilisation des terres par l'homme.
Les autres menaces sont l'introduction de nouveaux prédateurs, les collisions avec les véhicules (notamment aériens) et les fenêtres, les collecteurs d'œuf de collection, et les électrocutions sur les lignes à haute tension. Les espèces vivant en plaine (en théorie plus favorisées que les espèces vivant en forêt, qui elles sont franchement défavorisées par la présence de l'homme), ne sont donc pour ces raisons pas beaucoup avantagées. Par exemple, l'accumulation des produits toxiques dans leur organisme a une incidence négative sur leur taux de reproduction : ceci est observable avec l'accumulation de DDT, qui rend les coquilles des œufs trop fragiles pour que les poussins éclosent. En effet depuis que les organochlorés comme le DDT ne sont plus utilisés dans les pays développés, les populations des Falconidés augmentent légèrement. Depuis la suppression du DDT, les populations de faucon pèlerin adaptées à la vie urbaine gardent quand même un plus grand taux de survie que les spécimens ruraux.